# Черноклюн токо
Черноклюният токо (Tockus deckeni) е вид птица от семейство Носорогови птици (Bucerotidae).

## Разпространение
Видът е разпространен в Етиопия, Кения, Сомалия и Танзания.